# Cantó de Combourg
El cantó de Combourg (bretó Kanton Komborn) és una divisió administrativa francesa situat al departament d'Ille i Vilaine a la regió de Bretanya.

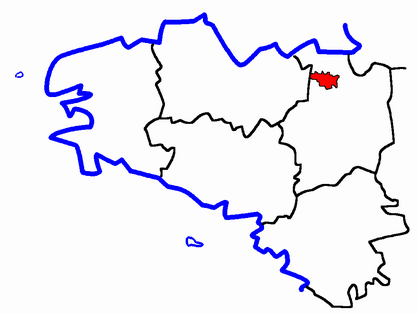
Situació del cantó

## Composició
El cantó aplega 10 comunes :
| Nom francès              | Nom bretó          | Població | km²    | Codi Postal | Codi INSEE |
| Bonnemain                | Bonmaen            | 1.138    | 23,77  | 35270       | 35029      |
| Combourg                 | Komborn            | 4.850    | 63,55  | 35270       | 35085      |
| Cuguen                   | Kugenn             | 708      | 23,54  | 35270       | 35092      |
| Lanhélin                 | Lanhelen           | 621      | 6,43   | 35720       | 35147      |
| Lourmais                 | An Oulmeg          | 251      | 7,22   | 35270       | 35159      |
| Meillac                  | Melieg             | 1.352    | 32,21  | 35270       | 35172      |
| Saint-Léger-des-Prés     | Sant-Lezer-ar-Prad | 232      | 5,54   | 35270       | 35286      |
| Saint-Pierre-de-Plesguen | Sant-Pêr-Plewenn   | 1.977    | 29,49  | 35720       | 35308      |
| Trémeheuc                | Tremaeg            | 313      | 6,05   | 35270       | 35342      |
| Tressé                   | Trese              | 250      | 5,24   | 35720       | 35344      |
| Kanton                   | Komborn            | 11.692   | 203,04 | -           | 3509       |

## Evolució demogràfica
| 1962   | 1968   | 1975   | 1982   | 1990   | 1999   |
| ------ | ------ | ------ | ------ | ------ | ------ |
| 12.096 | 11.771 | 11.451 | 11.648 | 11.846 | 11.692 |

## Història
| Data d'elecció                           | Identitat            | Partit            | Qualitat |
| ---------------------------------------- | -------------------- | ----------------- | -------- |
| -1998                                    | André Belliard       | RPR               |          |
| 1998-                                    | Marie-Thérèse Sauvée | Partit Socialista |          |
| les dades anteriors no són pas conegudes |                      |                   |          |
|                                          |                      |                   |          |